# Amtsgericht Schwelm

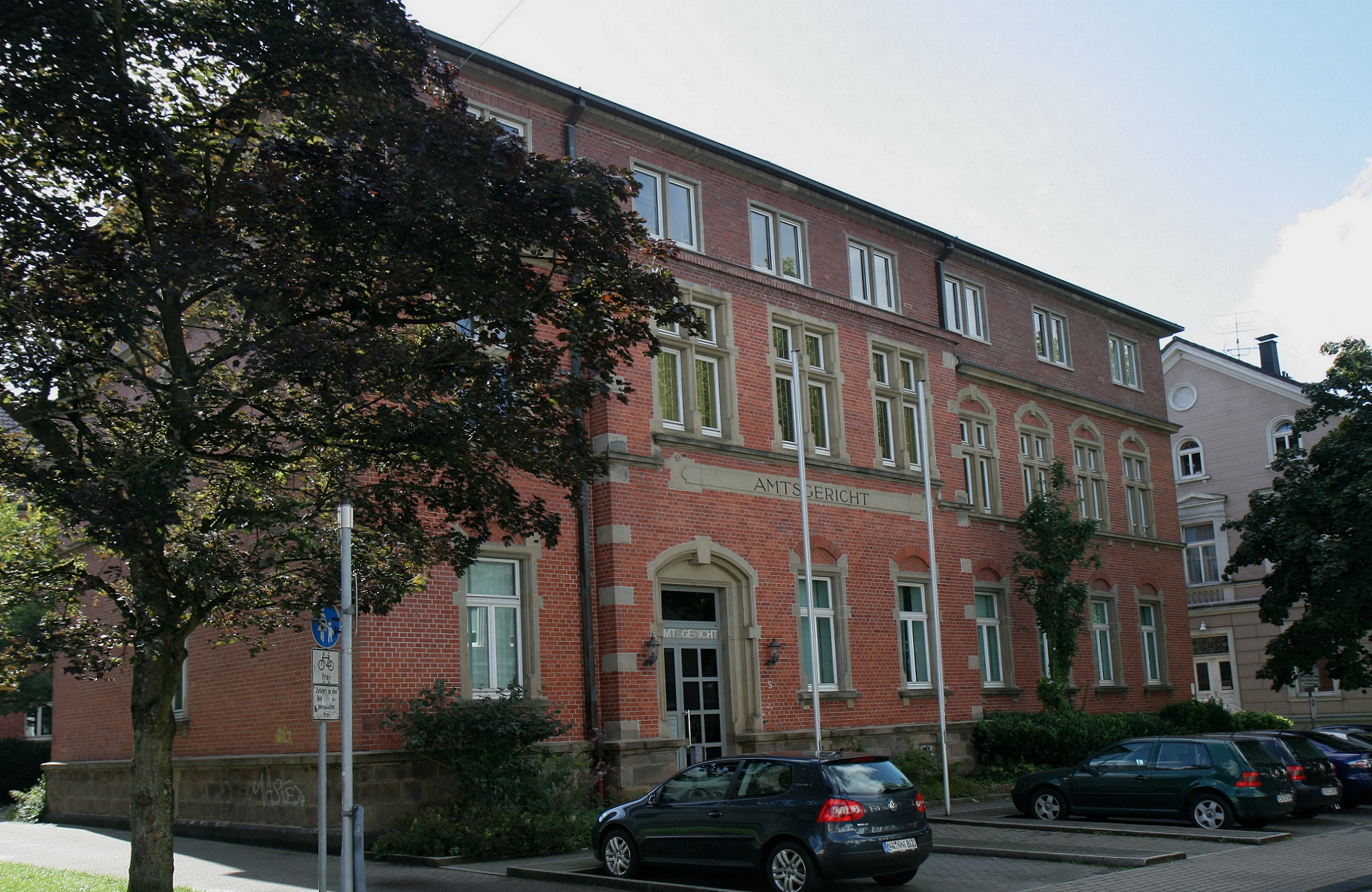
Hauptgebäude, 2008

Das Amtsgericht Schwelm, ein Gericht der ordentlichen Gerichtsbarkeit, ist eines von neun Amtsgerichten im Bezirk des Landgerichts Hagen.

## Gerichtssitz und -bezirk
Sitz des Gerichts ist die Kreisstadt Schwelm im Ennepe-Ruhr-Kreis, Nordrhein-Westfalen. In dem 163 km² großen Gerichtsbezirk, der das Gebiet der Städte Breckerfeld, Ennepetal, Gevelsberg und Schwelm umfasst, leben 97.600 Menschen.
Die Aufgaben des Landwirtschaftsgerichts sind dem Amtsgericht Schwelm auch für die Bezirke der Amtsgerichte Hagen, Hattingen, Wetter (Ruhr) und Witten zugewiesen.
Für Mahn- und Insolvenzverfahren aus dem Bezirk des Amtsgerichts Schwelm sowie für die Führung des Handels- und Genossenschaftsregisters ist das Amtsgericht Hagen zuständig.

## Gebäude

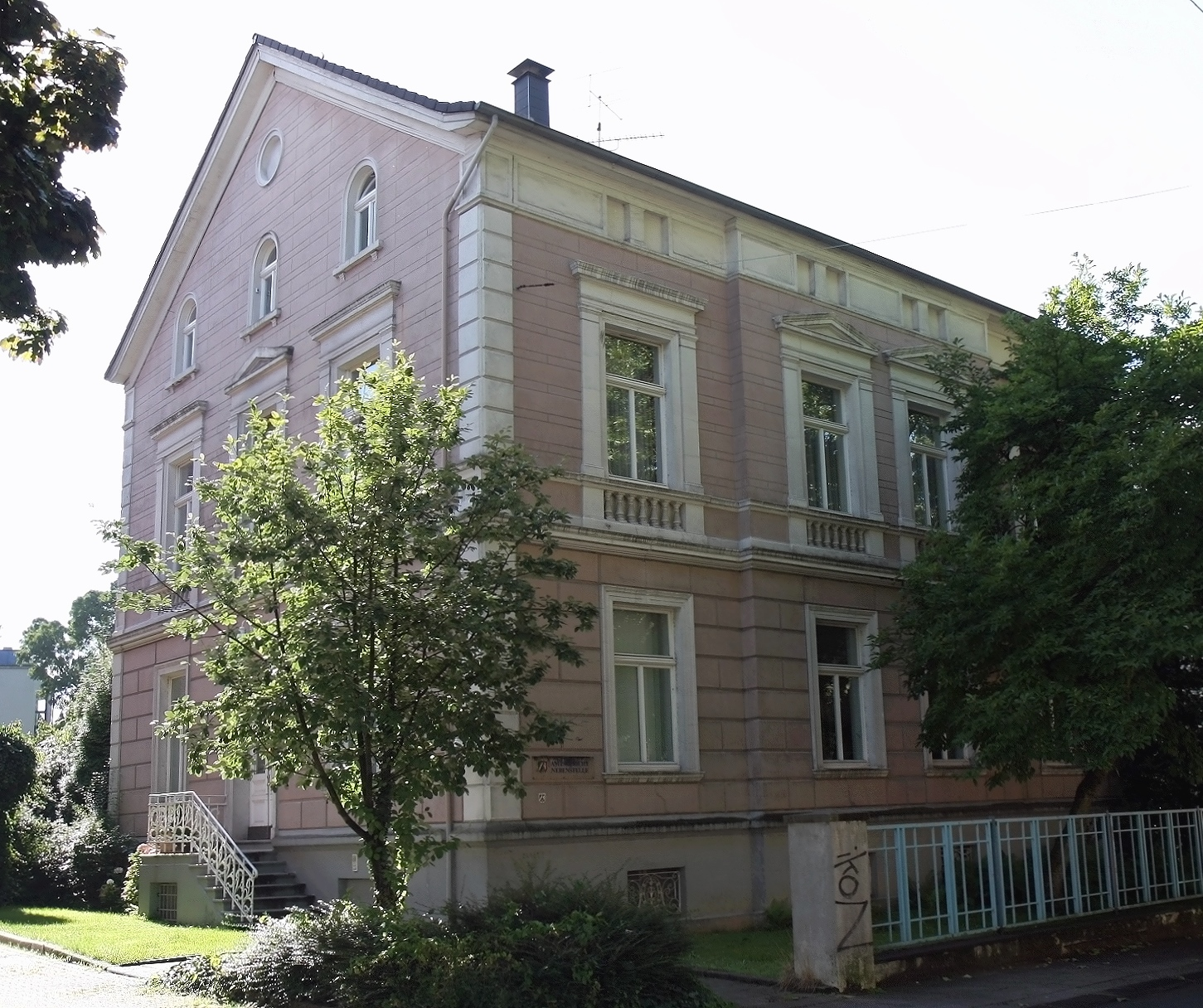
Nebenstelle, 2008

Das Hauptgebäude befindet sich in der Schulstraße 5. Im denkmalgeschützten Gebäude Schulstraße 7 ist eine Nebenstelle eingerichtet.

## Geschichte
Schwelm besaß seit dem Mittelalter ein Gogericht, das im 13. Jahrhundert an die Grafschaft Mark und mit dieser Anfang des 17. Jahrhunderts an Brandenburg-Preußen fiel. Nach der napoleonischen Zeit bestand von 1815 bis 1849 das Land- und Stadtgericht Schwelm als Gericht erster Instanz; übergeordnete Berufungsinstanz war seit 1820 das preußische Oberlandesgericht Hamm (vorher Kleve/Emmerich). Ein neu erbautes Gerichtsgebäude in Schwelm wurde 1838 bezogen. Das Gericht wurde 1849 als Gerichtsdeputation des Kreisgerichts Hagen weitergeführt. Das Gebäude wurde 1913 abgerissen, nachdem im Dezember 1899 der Neubau in der Schulstraße fertig gestellt worden war. Dieses Gerichtsgebäude wurde 1956 umgebaut und aufgestockt.
Das königlich preußische Amtsgericht Schwelm wurde mit Wirkung zum 1. Oktober 1879 als eines von 12 Amtsgerichten im Bezirk des Landgerichtes Hagen im Bezirk des Oberlandesgerichtes Hamm gebildet. Der Sitz des Gerichtes war Schwelm. Sein Gerichtsbezirk umfasste den Stadtbezirk Schwelm und die Ämter Ennepe und Haßlinghausen außer dem Teil, der dem Amtsgericht Hattingen zugeordnet war (Langerfeld).
Am Gericht bestanden 1888 drei Richterstellen. Das Amtsgericht war damit ein mittelgroßes Amtsgericht im Landgerichtsbezirk.

## Übergeordnete Gerichte
Unmittelbar übergeordnet ist dem Amtsgericht Schwelm das Landgericht Hagen. Zuständiges Oberlandesgericht ist das Oberlandesgericht Hamm.